# لیسندورف
لیسندورف (به آلمانی: Lissendorf) یک شهر در آلمان است که در فولکانایفل واقع شده‌است. لیسندورف ۱٬۰۵۹ نفر جمعیت دارد.